# Pagar
Pagar (znanstveno ime Pagrus pagrus) je ribja vrsta iz družine šparov.
Pagar se od sorodnega ribona loči po močno izbočenem hrbtu in glavi in po močnejši pigmentaciji. Barva teh rib je bleščeče rdeča in bakrena po hrbtu in bokih ter svetlejša po trebuhu. Plavuti so izrazito rdeče. V ustih ima dva močna podočnjaka, ki ju uporablja za lomljenje koral in lupin školjk, ki so njegova glavna hrana.
Pagar živi v Sredozemlju in Jadranskem morju ter v priobalnih pasovih Atlantika. Doseže dolžino do 1 m in težo 20 kg.